# Aisha Tyler
Aisha Tyler, född 18 september 1970 i San Francisco, är en amerikansk skådespelare och ståuppkomiker.
Tyler har bland annat medverkat i Vänner, CSI, 24 och Ghost Whisperer.

## Filmografi (i urval)
- 2002 – Nu är det jul igen 2
- 2003 – Vänner (TV-serie)
- 2004–2005 – CSI: Crime Scene Investigation (TV-serie)
- 2005 – 24 (TV-serie)
- 2005–2006 – Ghost Whisperer (TV-serie)
- 2006 – Nu är det jul igen 3
- 2007 – Death Sentence
- 2007 – Balls of Fury
- 2008 – Bedtime Stories
- 2009–2020 – Archer (TV-serie) (röst)
- 2012 – Glee (TV-serie)
- 2013 – Castle (TV-serie)
- 2013 – Hawaii Five-0 (TV-serie)
- 2014 – Modern Family (TV-serie)
- 2015–2020 – Criminal Minds (TV-serie)
- 2021 – Monster på jobbet (TV-serie) (röst)
- 2023 – The Last Thing He Told Me (TV-serie)